# Astragalus atropubescens
Astragalus atropubescens là một loài thực vật có hoa trong họ Đậu. Loài này được J.M.Coult. & Fisher miêu tả khoa học đầu tiên.